# تميم بن حمد آل ثاني
الشيخ تميم بن حمد بن خليفة بن حمد بن عبد الله بن جاسم بن محمد آل ثاني (3 يونيو 1980 -)؛ أمير دولة قطر الثامن، والقائد الأعلى للقوات المسلحة، بعد تنازل والده الشيخ حمد بن خليفة آل ثاني عن الحكم في 25 يونيو 2013م. شغل تميم العديد من المناصب الحكومية داخل قطر، وكان في طليعة الجهود المبذولة لتعزيز الرياضة والحياة الصحية داخل الدولة. ويُعتبر تميم أصغر حاكم في دول مجلس التعاون الخليجي.

## النشأة والتعليم

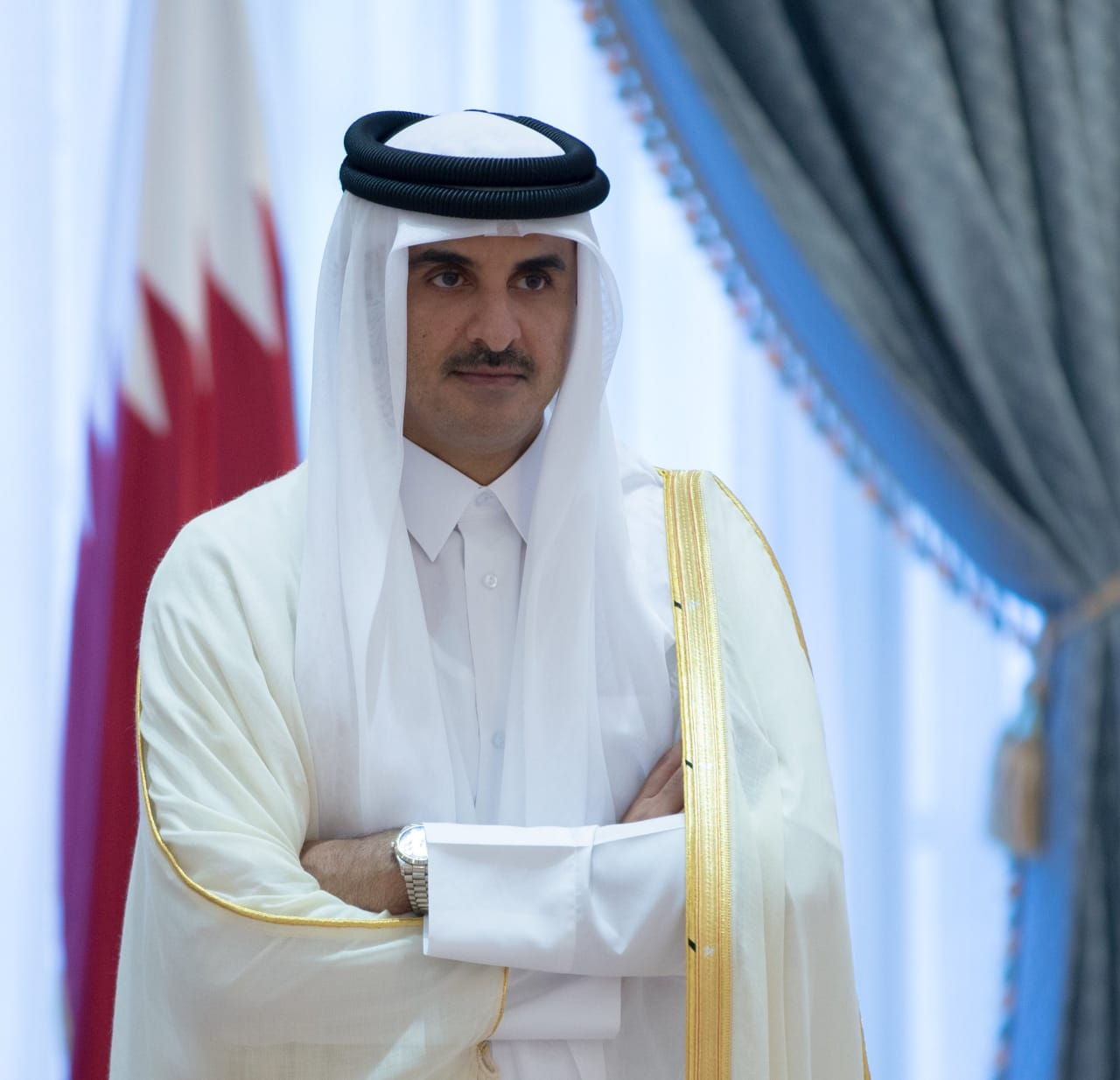
تميم بن حمد آل ثاني في 2020

ولد تميم بن حمد في 3 يونيو 1980م، بالدوحة في قطر، وهو الابن الرابع للشيخ حمد بن خليفة آل ثاني، والابن الثاني للشيخة موزا المسند زوجة حمد الثانية. حصل على الشهادة الثانوية من مدرسة شيربورن في المملكة المتحدة عام 1997م، ثم درس في أكاديمية ساندهيرست العسكرية الملكية، وتخرج في عام 1998م. وهو يجيد، بالإضافة إلى اللغة العربية، اللغتين الإنجليزية والفرنسية.

## مسيرته

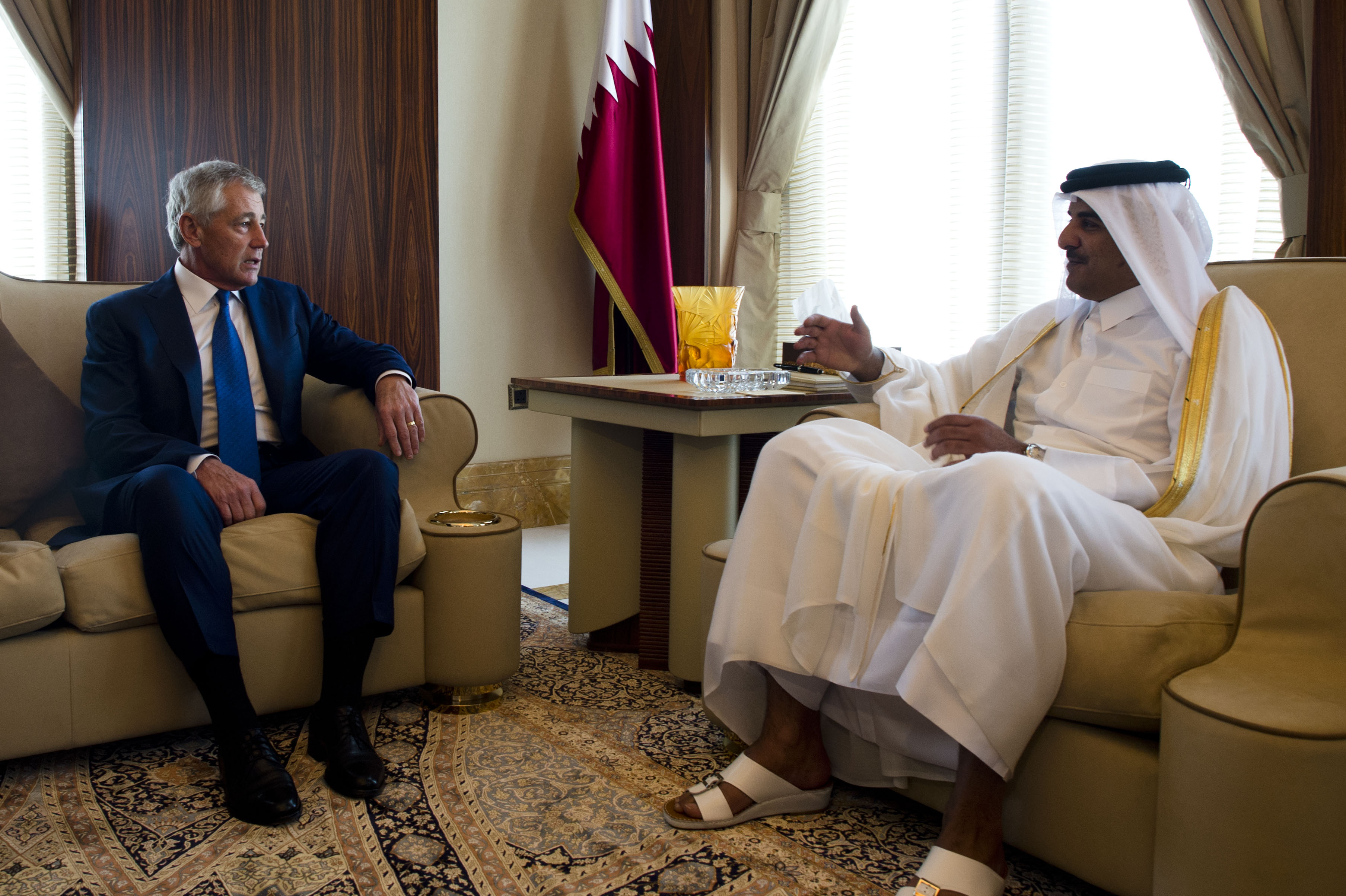
الأمير تميم مُجتمعًا مع وزير الدفاع الأمريكي تشاك هاغل في قطر في 10 ديسمبر 2013

كُلِّف الشيخ تميم برتبة ملازم ثانٍ في القوات المسلحة القطرية، عند تخرجه من كلية ساندهيرست العسكرية. ثُم أصبح وليَ عهد قطر في 5 أغسطس 2003م، عندما قرر شقيقه الأكبر جاسم التنازل عن ولاية العهد، ومُنذ ذلك الحين تم إعداد تميم لتولي الحكم، وذلك عن طريق العمل في المناصب العليا للأمن والاقتصاد. وفي 5 آب/ أغسطس 2003م، عُيّن نائبًا للقائد العام للقوات المسلحة القطرية.
روّج الشيخ تميم للرياضة كجزء من جهود قطر المبذولة في تحسين مكانتها على الصعيد الدولي؛ في عام 2005م، أسس شركة قطر للاستثمارات الرياضية، التي تمتلك نادي باريس سان جيرمان، واستثمارات أخرى. وفي عام 2006م؛ ترأس اللجنة المُنظمة لدورة الألعاب الآسيوية الخامسة عشرة في الدوحة، وتحت قيادته شاركت جميع البلدان في هذا الحدث للمرة الأولى في تاريخه في ذلك العام، وحصل على جائزة «أفضل شخصية رياضية في العالم العربي»، عبر استفتاء في جريدة الأهرام المصرية. وتحت قيادته؛ فازت قطر بحقوق استضافة بطولة العالم للسباحة 2014م (25 متر)، وكأس العالم 2022. يُذكر أن تميم عضو في اللجنة الأولمبية الدولية، ورئيس اللجنة الأولمبية القطرية. وقد ترأس أيضًا طلب الدوحة لاستضافة دورة الألعاب الأولمبية الصيفية 2020.
ويرأس الشيخ تميم مجلس إدارة جهاز قطر للاستثمار، وتحت قيادته؛ استثمر الصندوق المليارات في الشركات البريطانية. والجهاز يمتلك حصصًا كبيرة في بنك باركليز وسينزبري وهارودز، وأيضًا مطار هيثرو. كما يمتلك الجهاز حصة من رابع أطول مبنى في أوروبا وهو برج شارد.
شغل تميم أيضًا عددًا من المناصب الأخرى؛ منها:
- رئيس المجلس الأعلى للبيئة والمحميات الطبيعية[15]
- رئيس المجلس الأعلى للتعليم[7]
- رئيس المجلس الأعلى لتكنولوجيا المعلومات والاتصالات[6]
- رئيس مجلس إدارة هيئة الأشغال العامة والهيئة العامة للتخطيط والتطوير العمراني[6]
- رئيس مجلس أمناء جامعة قطر[6]
- نائب رئيس مجلس العائلة الحاكمة[6]
- نائب رئيس المجلس الأعلى للشؤون الاقتصادية والاستثمار[6]
- نائب رئيس اللجنة العليا للتنسيق والمتابعة[6]
- عضو اللجنة الأولمبية الدولية[16]

## الأوسمة التي حصل عليها
- وسام الشيخ زايد بن سلطان آل نهيان من دولة الإمارات العربية المتحدة عام 2004م[17]
- وسام عيسى بن سلمان آل خليفة من الدرجة الممتازة من مملكه البحرين عام 2004م[17]
- الوسام الأعلى للمجلس الأولمبي الآسيوي عام 2007م[18]
- وسام الصنف الأكبر من وسام الجمهورية التونسية عام 2014م[19]

## انتقادات

### قضايا العمل
وفقا للقناة الألمانية "WDR"؛ فإن العديد من الصحفيين اعتقلوا لعدة أيام في قطر، بسبب جمعهم لأدلة حول ظروف العمال المهاجرين، وكانت جريدة الجارديان قد ذكرت أن المهاجرين النيباليين، الذين أسهموا في بناء البنية التحتية لاستضافة كأس العالم 2022 قد تُوُفُّوا، بمعدل عامل واحد كل يومين في 2014م. أما منظمة هيومن رايتس ووتش فقد نشرت تقريرا عام 2014م؛ أكدت فيه هشاشة ظروف العمال المهاجرين، الذين في يعيشون في ظروف غير صحية، في بعض الأحيان، ويخضعون لقيود تعسفية بسبب منعهم من مغادرة قطر، واستغلالهم وإساءة المعاملة من قبل أرباب العمل.
وردا على كل هذه التقارير؛ كلفت دولة قطر شركة دي إل إيه بايبر للتحقيق في هذه الانتهاكات، وقد كشفت في وقت لاحق وجود انتهاكات جسيمة فعليا؛ من بينها ظروف المعيشة السيئة، والاستيلاء على جوازات السفر، مما دفع بأمير قطر لإصلاح قانون نظام الكفالة في العام التالي.
في 2016م، وخلال الاحتفال بعيد العمال في بون بألمانيا؛ قام شخص يُدعى بتينا هوفمان، من منظمة العفو الدولية، وانتهز الفرصة لدعوة تميم بن حمد آل ثاني إلى تحسين ظروف العمال في دولته، مؤكدا في نفس الوقت أن تميم غير مبال بالنضال إلى جانب العمال الأجانب. وكانت منظمة العفو الدولية قد صرحت بأنها تشعر بالقلق إزاء عشرات الآلاف من العمال الآسيويين، الذين يعملون في ملاعب كرة القدم من أجل تجهيزها في الوقت المناسب لكأس العالم لكرة القدم 2022. وقدرت منظمة العفو أن هناك 70,000 من العمال -العديد منهم من الهند وباكستان وبنغلاديش- يعيشون كالعبيد في الدولة الخليجية التي يحكمها الأمير القطري. أما هوفمان فقال إنه وجب على العمال الأجانب التخلي عن جوازات سفرهم، وعدم تلقي الأجور من أجل الضغط على قطر لتصحيح أوضاعهم، ثم أضاف مفسرا: «الأسوأ من كل هذا أن حكومة قطر لا تفعل أي شيء لمنع ذلك.». وردا على هذه الاتهامات؛ أعلنت دولة قطر عن عدة إصلاحات شاملة في سوق العمل، لكي تضع حدًّا لنظام الكفالة، ويعد ذلك خطوة بالغة الأهمية في التزام دولة قطر لدعم حقوق العمّال المهاجرين. وفي نفس السياق؛ تعهد المسؤول القطري، سيف بن أحمد آل ثاني، بمحاسبة المسؤولين «إذا ما تم خرق القانون»، مشددا على أن دولة قطر «ملتزمة بالتغييرات التي أجريناها على قوانين العمل لدينا». بالإضافة إلى ذلك، صَادَقَ مجلس الوزراء على قانون جديد يقرُّ اعتماد الحدّ الأدنى، دون تمييز في الأجور، وهو الأوّل في الشرق الأوسط.

## قطر في عهده
تولى الحكم بعد تنازل والده حمد بن خليفة عن الحكم، في بيان متلفز بث على تلفزيون قطر الرسمي في 25 يونيو 2013م، مع استمرار ظهور والده في المناسبات العامة، والإشارة إليه باسم الأمير الوالد. وقد قام بالتوقيع على اتفاق الرياض 2013م، وعلى الاتفاق التكميلي في 2014م، بوساطة كويتية، وقد شدد الاتفاق على عدم إيواء عناصر من تنظيم الإخوان، وعدم تجنيس قطر لمواطني دول مجلس التعاون.
وفي 5 يونيو 2017م بدأت الأزمة الدبلوماسية مع قطر؛ حيثُ قررت كل من: السعودية، البحرين، الإمارات العربية المتحدة، ومصر، وتبعتها حكومة اليمن، وجزر المالديف، وجزر القمر، قطع العلاقات الدبلوماسية مع دولة قطر. وفي يوم 6 يونيو 2017م؛ أعلن الأردن عن تخفيض التمثيل الدبلوماسي مع قطر، وإلغاء تصريح مكتب قناة الجزيرة في الأردن، كما أعلنت سلطات موريتانيا عن قطع علاقاتها الدبلوماسية رسميًّا مع دولة قطر.

## أسرته
|                         |                         |                              |                         |                         |                         | محمد بن ثاني             |                     |  |  |                             |                             |                             |                             |                             |                             |  |  |  |  |  |  |  |  |  |  |  |  |
|                         |                         |                              |                         |                         |                         |                          |                     |  |  |                             |                             |                             |                             |                             |                             |  |  |  |  |  |  |  |  |  |  |  |  |
|                         |                         |                              |                         |                         |                         | جاسم بن محمد آل ثاني     |                     |  |  |                             |                             |                             |                             |                             |                             |  |  |  |  |  |  |  |  |  |  |  |  |
|                         |                         |                              |                         |                         |                         |                          |                     |  |  |                             |                             |                             |                             |                             |                             |  |  |  |  |  |  |  |  |  |  |  |  |
|                         |                         |                              |                         |                         |                         | عبد الله بن جاسم آل ثاني |                     |  |  |                             |                             |                             |                             |                             |                             |  |  |  |  |  |  |  |  |  |  |  |  |
|                         |                         |                              |                         |                         |                         |                          |                     |  |  |                             |                             |                             |                             |                             |                             |  |  |  |  |  |  |  |  |  |  |  |  |
|                         |                         |                              |                         |                         |                         |                          |                     |  |  |                             |                             |                             |                             |                             |                             |  |  |  |  |  |  |  |  |  |  |  |  |
| علي بن عبد الله آل ثاني | علي بن عبد الله آل ثاني | علي بن عبد الله آل ثاني      | علي بن عبد الله آل ثاني | علي بن عبد الله آل ثاني | علي بن عبد الله آل ثاني |                          |                     |  |  | حمد بن عبد الله آل ثاني     | حمد بن عبد الله آل ثاني     | حمد بن عبد الله آل ثاني     | حمد بن عبد الله آل ثاني     | حمد بن عبد الله آل ثاني     | حمد بن عبد الله آل ثاني     |  |  |  |  |  |  |  |  |  |  |  |  |
| علي بن عبد الله آل ثاني | علي بن عبد الله آل ثاني | علي بن عبد الله آل ثاني      | علي بن عبد الله آل ثاني | علي بن عبد الله آل ثاني | علي بن عبد الله آل ثاني |                          |                     |  |  | حمد بن عبد الله آل ثاني     | حمد بن عبد الله آل ثاني     | حمد بن عبد الله آل ثاني     | حمد بن عبد الله آل ثاني     | حمد بن عبد الله آل ثاني     | حمد بن عبد الله آل ثاني     |  |  |  |  |  |  |  |  |  |  |  |  |
|                         |                         | أحمد بن علي آل ثاني          | أحمد بن علي آل ثاني     | أحمد بن علي آل ثاني     | أحمد بن علي آل ثاني     | أحمد بن علي آل ثاني      | أحمد بن علي آل ثاني |  |  | خليفة بن حمد آل ثاني        | خليفة بن حمد آل ثاني        | خليفة بن حمد آل ثاني        | خليفة بن حمد آل ثاني        | خليفة بن حمد آل ثاني        | خليفة بن حمد آل ثاني        |  |  |  |  |  |  |  |  |  |  |  |  |
|                         |                         | أحمد بن علي آل ثاني          | أحمد بن علي آل ثاني     | أحمد بن علي آل ثاني     | أحمد بن علي آل ثاني     | أحمد بن علي آل ثاني      | أحمد بن علي آل ثاني |  |  | خليفة بن حمد آل ثاني        | خليفة بن حمد آل ثاني        | خليفة بن حمد آل ثاني        | خليفة بن حمد آل ثاني        | خليفة بن حمد آل ثاني        | خليفة بن حمد آل ثاني        |  |  |  |  |  |  |  |  |  |  |  |  |
|                         |                         |                              |                         |                         |                         |                          |                     |  |  |                             |                             |                             |                             |                             |                             |  |  |  |  |  |  |  |  |  |  |  |  |
| حمد بن خليفة آل ثاني    | حمد بن خليفة آل ثاني    | حمد بن خليفة آل ثاني         | حمد بن خليفة آل ثاني    | حمد بن خليفة آل ثاني    | حمد بن خليفة آل ثاني    |                          |                     |  |  | عبد العزيز بن خليفة آل ثاني | عبد العزيز بن خليفة آل ثاني | عبد العزيز بن خليفة آل ثاني | عبد العزيز بن خليفة آل ثاني | عبد العزيز بن خليفة آل ثاني | عبد العزيز بن خليفة آل ثاني |  |  |  |  |  |  |  |  |  |  |  |  |
| حمد بن خليفة آل ثاني    | حمد بن خليفة آل ثاني    | حمد بن خليفة آل ثاني         | حمد بن خليفة آل ثاني    | حمد بن خليفة آل ثاني    | حمد بن خليفة آل ثاني    |                          |                     |  |  | عبد العزيز بن خليفة آل ثاني | عبد العزيز بن خليفة آل ثاني | عبد العزيز بن خليفة آل ثاني | عبد العزيز بن خليفة آل ثاني | عبد العزيز بن خليفة آل ثاني | عبد العزيز بن خليفة آل ثاني |  |  |  |  |  |  |  |  |  |  |  |  |
|                         |                         | تميم بن حمد بن خليفة آل ثاني |                         |                         |                         |                          |                     |  |  |                             |                             |                             |                             |                             |                             |  |  |  |  |  |  |  |  |  |  |  |  |

### زوجاته
في 8 يناير 2005م تزوج من الشيخة جواهر بنت حمد بن سحيم آل ثاني، وله منها:
- الشيخة المياسة (مواليد 2006م)
- الشيخ حمد (مواليد 2008م)
- الشيخة عائشة (مواليد 2010م)

وفي عام 2009م تزوج من العنود مانع الهاجري، وله منها:
- الشيخة نائلة (مواليد 2010م)
- الشيخ عبد الله (ولد في 28 سبتمبر 2012م)
- الشيخ جاسم (مواليد 2013م)
- الشيخة موزا (ولدت في 19 مايو 2018م)

وفي عام 2014 تزوج من نورة بنت هذال الرجباني الدوسري، وله منها:
- الشيخ جوعان (ولد في 27 مارس 2015م)
- الشيخ محمد (ولد في 17 يوليو 2017م)
- الشيخ فهد (ولد في 16 يونيو 2018م)

## وصلات خارجية
- تميم بن حمد آل ثاني على موقع IMDb (الإنجليزية)
- تميم بن حمد آل ثاني على موقع الموسوعة البريطانية (الإنجليزية)
- تميم بن حمد آل ثاني على موقع مونزينجر (الألمانية)
- تميم بن حمد آل ثاني على موقع اللجنة الأولمبية الدولية (الإنجليزية)
- تميم بن حمد آل ثاني على موقع أوليمبيديا (الإنجليزية)

- صفحة الشيخ تميم بن حمد في شجرة عائلة آل ثاني.

| سبقه حمد بن خليفة آل ثاني | أمير قطر 2013 - لايزال  | تبعه لا يوجد |
| سبقه جاسم بن حمد آل ثاني  | ولي عهد قطر 2003 - 2013 | تبعه لا يوجد |